# Seoul Cycling Team/Saison 2013
Dieser Artikel listet Erfolge und Fahrer des Radsportteams Seoul Cycling Team in der Saison 2013 auf.

## Erfolge in der UCI Asia Tour
In den Rennen der Saison 2013 der UCI Asia Tour gelangen die nachstehenden Erfolge.
| Datum    | Rennen                     | Kat. | Sieger      |
| -------- | -------------------------- | ---- | ----------- |
| 3. April | 3. Etappe Tour of Thailand | 2.2  | Cho Ho-sung |
| 5. April | 5. Etappe Tour of Thailand | 2.2  | Cho Ho-sung |
| 15. Juni | 7. Etappe Tour de Korea    | 2.2  | Cho Ho-sung |

## Abgänge – Zugänge
| Zugänge      | Team 2012 | Abgänge                       | Team 2013           |
| ------------ | --------- | ----------------------------- | ------------------- |
| Kim Ok-cheol | Neoprofi  | Youm Jung-hwan                | Geumsan Insam Cello |
| Ko Do-hyun   | Neoprofi  | Seo Joon-yong                 | KSPO                |
| Lee Tack-mo  | Neoprofi  | Jeong Tae-yang                | Unbekannt           |
|              |           | Kim Jun-bin                   | Unbekannt           |
|              |           | Kim Gu-hyeon (bis 31. Juli) 1 | Unbekannt           |

## Mannschaft
| Name           | Geburtstag         | Nationalität |
| -------------- | ------------------ | ------------ |
| Cho Ho-sung    | 15. Juni 1974      | Südkorea     |
| Jeong Hyeok-mo | 10. Mai 1993       | Südkorea     |
| Jung Ha-neul   | 23. Oktober 1990   | Südkorea     |
| Jung Hyun-suk  | 16. April 1978     | Südkorea     |
| Kang Suk-ho    | 21. August 1993    | Südkorea     |
| Kim Ok-cheol   | 16. November 1994  | Südkorea     |
| Ko Do-hyun     | 7. November 1994   | Südkorea     |
| Lee Seung-kwon | 22. April 1993     | Südkorea     |
| Lee Tack-mo    | 27. September 1991 | Südkorea     |
| Lee Won-jae    | 17. Oktober 1986   | Südkorea     |
| Park Kyoung-ho | 18. Juni 1993      | Südkorea     |